# Eleição municipal de Cametá em 2004
A eleição municipal da cidade de Cametá em 2004 ocorreu no dia 3 de outubro (primeiro turno), com o objetivo de eleger um prefeito, um vice-prefeito e 11 vereadores responsáveis pela administração da cidade, que terá seu início em 1° de janeiro de 2005, e terá seu término em 31 de dezembro de 2008. O então prefeito José Quaresma, do Partido dos Trabalhadores (PT), estava apto e disputou um novo mandato a frente do poder executivo municipal, sendo derrotado pelo ex-prefeito Waldoli Valente, do Partido da Frente Liberal (PFL), que angariou 41,79% dos votos válidos, correspondente a 20.134 votos nominais, ocasionando seu retorno ao Poder Executivo cametaense após 16 anos.

## Contexto

### Eleição anterior
O servidor público José Quaresma (PT) foi eleito Prefeito de Cametá com 14.676 votos (38,04%), derrotando o ex-prefeito Waldoli Valente (PDT), que obteve 13.031 votos (33,77%), e o então mandatário Emmanuel Cunha (PSDB), que obteve 10.876 votos (28,19%).

### Eleições gerais de 2002
No primeiro turno das eleições para governador, Simão Jatene (PSDB) obteve 18.365 votos (48,06%) contra 11.397 votos (29,82%) de Maria do Carmo Martins (PT) e 6.854 votos (17,93%) de Ademir Andrade (PSB). Outros candidatos somaram 1.600 votos (4,19%) na cidade. No segundo turno, Jatene obteve 23.535 votos (61,80%) contra 14.545 votos (38,20%) de Maria do Carmo.
Já no primeiro turno das eleições presidenciais, José Serra (PSDB) obteve 18.606 votos (47,96%) contra 13.255 votos (34,17%) de Luiz Inácio Lula da Silva (PT), 4.967 votos (12,80%) de Anthony Garotinho (PSB) e 1.867 votos (4,81%) de Ciro Gomes (PPS). Outros candidatos somaram 98 votos (0,25%). No segundo turno, Serra obteve 23.338 votos (61,03%) e Lula obteve 14.900 votos (38,97%) na região.

## Candidatos à prefeitura
| Nº | Prefeito(a)  | Prefeito(a)     | Prefeito(a) | Prefeito(a)                                                          | Vice-Prefeito(a) | Vice-Prefeito(a) | Vice-Prefeito(a)  | Vice-Prefeito(a) | Coligação Partido(s)                                                          |
| Nº | Candidato(a) | Candidato(a)    | Partido     | Cargos relevantes                                                    | Candidato(a)     | Candidato(a)     | Candidato(a)      | Partido          | Coligação Partido(s)                                                          |
| -- | ------------ | --------------- | ----------- | -------------------------------------------------------------------- | ---------------- | ---------------- | ----------------- | ---------------- | ----------------------------------------------------------------------------- |
| 13 |              | José Quaresma   | PT          | - Prefeito de Cametá (2001–2004)                                     |                  |                  | Shirley Silva     | PDT              | Frente Popular Democrático Cametaense - Partido da Mobilização Nacional (PMN) |
| 15 |              | Benedito Pompeu | PMDB        | - Empresário                                                         |                  |                  | Osvaldo Barros    | PL               | Ação e Trabalho - Partido Popular Socialista (PPS)                            |
| 16 |              | Gilson Costa    | PSTU        | - Engenheiro                                                         |                  |                  | Givanildo Machado | PSTU             | Sem Coligação                                                                 |
| 25 |              | Waldoli Valente | PFL         | - Prefeito de Cametá (1983 - 1988) - Deputado Estadual (1991 - 1995) |                  |                  | José Maria Moraes | PFL              | Coligação do Povo - Partido Social Liberal (PSL)                              |

## Resultados

### Prefeito
| Candidato(a)             | Candidato(a)             | Vice                     | 1º Turno 5 de outubro | 1º Turno 5 de outubro |
| Candidato(a)             | Candidato(a)             | Vice                     | Votação               | Votação               |
| Candidato(a)             | Candidato(a)             | Vice                     | Total                 | Percentagem           |
| ------------------------ | ------------------------ | ------------------------ | --------------------- | --------------------- |
|                          | Waldoli Valente (PFL)    | José Maria Moraes (PFL)  | 20.134                | 41,79%                |
|                          | José Quaresma (PT)       | Shirley Silva (PDT)      | 15.464                | 32,10%                |
|                          | Benedito Pompeu (PMDB)   | Osvaldo Barros (PL)      | 12.455                | 25,85%                |
|                          | Gilson Costa (PSTU)      | Givanildo Machado (PSTU) | 125                   | 0,26%                 |
| → Total de votos válidos | → Total de votos válidos | → Total de votos válidos | 48.178                | 93,39%                |
| → Votos em branco        | → Votos em branco        | → Votos em branco        | 440                   | 0,91%                 |
| → Votos nulos            | → Votos nulos            | → Votos nulos            | 2.746                 | 5,70%                 |
| Total                    | Total                    | Total                    | 51.364                | 86,45%                |
| Abstenções               | Abstenções               | Abstenções               | 8.051                 | 13,55%                |
| Total de inscritos       | Total de inscritos       | Total de inscritos       | 59.415                | 100%                  |

### Vereadores Eleitos
Foram eleitos 11 vereadores para a Câmara Municipal de Cametá.

  PT: 4
  PMDB: 3
  PP: 2
  PDT: 1
  PFL: 1

| Candidato(a)                                     | Nº    | Coligação                            | Votação |
| Candidato(a)                                     | Nº    | Coligação                            | Total   |
| ------------------------------------------------ | ----- | ------------------------------------ | ------- |
| José de Oliveira Lima Filho "Paulistinha" (PMDB) | 15789 | "PMDB - PSB" PMDB e PSB              | 1.761   |
| Rony Fernandes (PP)                              | 11234 | "Pra frente Cametá" PP e PV          | 1.758   |
| Nelson Parijós Neto (PP)                         | 11611 | "Pra frente Cametá" PP e PV          | 1.739   |
| Manoel Alvim (PDT)                               | 12612 | "PDT - PMN" PDT e PMN                | 1.714   |
| José Fernandes Barra (PT)                        | 13603 | "Coligação do PT e PCdoB" PT e PCdoB | 1.571   |
| Raimundo Cândido (DEM)                           | 25789 | "Coligação do Povo" PFL e PSL        | 1.184   |
| Jocelindo Medeiros (PMDB)                        | 15678 | "PMDB - PSB" PMDB e PSB              | 1.171   |
| Manoel Assis (PT)                                | 13789 | "Coligação do PT e PCdoB" PT e PCdoB | 1.129   |
| José Maria Caldas (PMDB)                         | 15123 | "PMDB - PSB" PMDB e PSB              | 1.121   |
| José Flávio Viana (PT)                           | 13613 | "Coligação do PT e PCdoB" PT e PCdoB | 1.119   |
| Luiz Gonzaga da Cruz "Zé Capina" (PT)            | 13567 | "Coligação do PT e PCdoB" PT e PCdoB | 942     |